# 門羅鎮區 (密蘇里州諾德韋縣)
門羅鎮區（英語：Monroe Township）是位於美國密蘇里州諾德韋縣的一個行政鎮區。

## 地方資料
門羅鎮區的面積為114.46平方千米，當中陸地面積為114.37平方千米，而水域面積為0.09平方千米。根據2020年美國人口普查的數據，當地共有人口407人，而人口密度為每平方千米3.56人。